# Milan Kymlicka
Milan Kymlicka (en checo: Milan Kymlička; Louny, Toronto, 15 de mayo de 1936 – 9 de octubre de 2008) fue un arreglista, compositor y director de orquesta canadiense de origen checo. Fue conocido por sus composiciones para películas de serie y televisión, como las series de animación Rupert, Babar, The Busy World of Richard Scarry y The Adventures of Paddington Bear o las de acción real como Lassie o Little Men. Recibió el Premio Genie en 1996 por su trabajo para Margaret's Museum.

## Biografía
Kymlicka se licenció en la Academia de Artes Escénicas de Praga y el Conservatorio de Praga, donde estuvo bajo la tutela de Emil Hlobil.
Kymlicka comenzó su trabajo como compositor en su Checoslovaquia natal en 1967. Allí compuso música de una veintena de películas y series de dibujos animados, así como ballets, conciertos de violonchelo, piano o cuartetos de cuerda.
Después de la Primavera de Praga en 1968, Kymlicka emigró a Canadá, donde se estableció en Toronto, Ontario. A principios de los 70, estuvo trabajando como arreglista y director de orquesta en la Canadian Broadcasting Corporation. En 1974, Kymlicka se nacionalizó canadiense. Ese año hizo arreglos y dirigió la Hamilton Philharmonic, acompañando al popular músico Ian Thomas. Sus arreglos fueron incorporados en algunos álbumes de Thomas de los 70.
Kymlicka continuó trabajando como compositor, arreglista y director para cine, radio y televisión. Su obra "Four Valses" fue grabada por el pianista Antonín Kubálek en Nueva York.
Entre sus últimos trabajos son Závoj tkaný touhami (originalmente de Tanita Tikaram), incluidas en el álbum de 2008 Ohrožený druh.